# FOXニュース
FOXニュース（フォックスニュース、英称：Fox News Channel、略称：FNC）は、アメリカ合衆国のニュース専門放送局である。1996年にルパート・マードック所有のニューズ・コーポレーション（現：フォックス・コーポレーション）が、当時NBCの経営者ロジャー・エイルズを社長にして設立した。日本語の報道では「フォックス・ニュース」と表記されることもある。

## 概要
1996年10月7日の放送開始時には1700万世帯という状態だったが、放送契約を結んだケーブルテレビに奨励金を支払うというキャンペーンを行い、視聴可能世帯を増やしていった。アメリカにて8000万のケーブルテレビと衛星放送加入者に視聴されており、海外でも視聴できる。2005年にラジオ局「Fox News Talk」を衛星ラジオで開始。2007年に経済ニュース「Fox Business Network」を立ち上げた。2008年からハイビジョン放送を開始した。
主にニューヨークのスタジオで制作されている。創業時から長年に渡って、他の報道機関においての「リベラル偏向」に対抗して、中立報道を心がけているとFOXニュースは主張しており、「Fair and Balanced（公平公正）」と「We report, You decide（我々は報道する、判断するのはあなた）」をスローガンにしていた。トークラジオ形式の番組や派手なグラフィックや効果音を多用するなどしたニュース番組が人気となり、1990年代末からCNNから視聴者を奪い始め、2000年からCNNと視聴者数で拮抗。2001年のアメリカ同時多発テロ事件を機に視聴者数で首位の座に立った。
2016年7月、初代最高経営責任者（CEO）を務めていたロジャー・エイルズにセクシャルハラスメント疑惑が浮上したため、辞任した。同年夏頃に長年掲げていた「Fair and Balanced」のスローガンを降ろしていたことが翌年（2017年）6月に報じられた。
2017年、セクハラの口止め料として5人の女性に対して1300万ドルあまりを支払っていた問題で4月20日、FOXニュースの人気番組『オライリー・ファクター』の司会者であるビル・オライリーがFOXニュースに復帰しないことで合意したと親会社の21世紀フォックスが発表した。
2018年12月27日週の総視聴者数で154万人を記録し18年ぶりに首位から陥落、156万人のMSNBCに次ぐ二番手に後退した。

### 日本での放送
一時期NHK BS1で放送されていた。
1997年8月1日、パーフェクTV!（現：スカパー!プレミアムサービス）でニューズ・コーポレーション（現：ウォルト・ディズニー・ジャパン）とソフトバンクが立ち上げた衛星放送プラットフォーム「JスカイB」系の番組供給会社・スカイエンターテイメント（現：ジェイ・スポーツ）で放送開始。また、1998年6月1日にはニューズ・コーポレーションの子会社・ニューズ・ブロードキャスティング・ジャパン（現：FOXネットワークス・グループ）でも放送開始。2000年3月31日にスカイエンターテイメントで放送が終了するまで2つのチャンネルで放送されていた。
その後、2001年12月から2002年7月まではナショナル ジオグラフィック チャンネルとの混合編成チャンネルとなったが、2002年8月に分離、再び単独チャンネルとなった。しかし、2004年7月31日をもって日本での放送を終了している。

## 報道姿勢について（FOX効果）
FNCの報道について、保守的・共和党寄りであり、2000年代前半には視聴率競争でCNNを抜き、「FOX効果」が注目された。
マードック社主の意向もあってアメリカ同時多発テロ事件を機に、愛国心一色の報道姿勢を明確にした。テレビ画面に放送局のロゴが表示されるが、終日星条旗を流し始めたのはFNC、および同時放送していた地上波のFOXテレビ（同じくニューズ・コーポレーション傘下）だった。アンカーはみな星条旗バッジを身に着けた。
イラク戦争でもテーマ曲を勇ましいマーチにしたり、米軍がイラク大統領官邸に突入する模様を独占中継に成功、退役軍人をコメンテーターに起用する（これはどこも同じ）などの姿勢を続けた。イラク戦争はFNCがCNNより多くの視聴者を獲得。一方でイラク戦争において、衛星中継車まで同行した従軍報道は連合軍の立場に沿った取材・中継となった事、CNNでアメリカにとって都合の悪いニュースを放送するにも細部のルールを用いて細心の注意を払っていた事が明らかになる、など一連の報道姿勢が注目された。これをFNCが9・11からの愛国色の強い報道姿勢に倣って継承していったとして、「FOX効果」と呼ばれた。
中立報道を掲げるスローガンと共に、保守的傾向があるとされる。実際にFNCのキャスターにビル・オライリー、ショーン・ハニティー、グレン・ベック、ニール・キャブートなど保守的傾向の強い人材が起用され、大統領候補争いで注目を浴びた共和党のマイク・ハッカビーも週末のトーク番組を担当している。共和党関係者ではサラ・ペイリンやカール・ローヴがFNCに専属コメンテーターとして出演している。スタジオでのトークやインタビューにおいて、キャスターのキャラクター（性格・個性・信条）が放送に大きく反映されている。それまでのアメリカメディアは大まかに「TVはリベラル、ラジオ（トークラジオ）は保守」という色分けがあり、その認識下では異色の存在として登場した格好となる。2004年、共和党の全国党大会の大統領候補による指名演説中継は全てのチャンネルで視聴者数トップになり、2008年度もトップに輝いた。FNCを「最も信頼するニュースソース」と答える人のほとんどが保守思想・共和党支持者である。
マイケル・ムーア制作の映画「華氏911」では、2000年大統領選挙での偏向報道やイラク戦争を煽ったとして、同局をジョージ・W・ブッシュ政権のお抱えテレビ局として批判している。またドキュメンタリー映画『Outfoxed』は、FNCが共和党寄りに偏向していると指摘している。しかし、「偏向というならば他のテレビ局こそ民主党大統領候補者を賛美する一方、共和党候補者に対しては揶揄するような報道を繰り返しており、民主党寄りに偏向しているのであって、上記の批判は民主党系メディアの視点からの攻撃に過ぎない」との反論があるように、共和党支持者と民主党支持者の立場によって見方が変わる。
「Fox News Sunday」にて、司会のクリス・ウォレスはクリントン元大統領に「政権担当時、ビンラディンに対してなぜ何もしなかったのか」と質問し、クリントンは激怒して事実と異なると反論した。
地球温暖化をリベラルの「ヒステリー」だと決めつけ、国際的な合意である温室効果ガス排出規制の必要性に対して懐疑的な論者を持ち上げたり、『不都合な真実』で名を売ったアル・ゴア元米副大統領の自宅の高額な電気代を報じたりした。FOXの視聴者は、CNNやMSNBCの視聴者と比較すると気候変動を否定しがちであるとの研究もある。
銃規制に対しても批判的であり、2007年のバージニア工科大学銃乱射事件直後の番組で、あるコメンテーターは「大学側が銃規制を行ったのが問題なのであり、学生が武装していれば犯人が32人も撃ち殺す前に射殺できた」と学生の銃所持を肯定する発言をした。

### ブッシュ政権時
ブッシュ政権や共和党と強いつながりがあり、正・副大統領を含めブッシュ政権の閣僚などがよく出演しており、狩猟中に誤射事件を起こした副大統領リチャード・チェイニーが事故後最初に同ニュースにテレビ出演した。トニー・スノー元大統領報道官（en:Tony Snow）はFOXの元キャスターである。

### オバマ政権時
バラク・オバマ政権発足後も視聴者数は伸びており、オバマ政権に対する批判の急先鋒を担う（MSNBCが2006年からブッシュ政権を批判したように）。これらについてオバマ政権のコミュニケーション担当責任者アニタ・ダンは2009年10月、「FNCは事実関係を無視し、ニュース報道を偽装した世論誘導を行っている」と非難した。
基本的には記者取材のほか、全米のFox加盟局、イギリスSky Newsなどと連携して速報体制を敷いている。しかし、キャスターやコメンテーターのキャラクターが前面に出ており、影が薄い。

### トランプ政権時
自身への報道の大半をフェイクニュースとして切り捨ててきたドナルド・トランプは、大統領に就任して以降、FOXニュースを除く各マスコミに対して冷淡な姿勢を取った。報道各社を集めた記者会見を事実上中止した以降も、ホワイトハウス報道官がFOXニュースに対して独自に会見を行うなど比較的優遇された立場にあった。
2020年アメリカ合衆国大統領選挙に向け行われた民主党全国大会に合わせて民主党を批判する論調の報道を行い、民主党寄りのニュースを流すCNNなどと一線を画した。一方で大統領選挙の開票速報では他局より3時間先行して激戦州であるアリゾナ州で民主党候補のジョー・バイデンが勝利する見込みだと報じ、バージニア州についてもバイデンが勝利するとCNNよりも5時間前に伝えており、他局に比べても数時間早かった。
なお、2020年アメリカ合衆国大統領選挙時には投票集計システム提供企業ドミニオン・ヴォーティング・システムズ（ドミニオン）が選挙不正に関わったとする報道を行い、2021年にドミニオンより名誉毀損で16億USドルの損害賠償を求める訴訟を起こされた。この選挙不正疑惑についてはFOXニュース内部でも疑問視する声が多いことが訴訟の過程で明らかとなっていくにつれて批判が高まり、2023年4月18日にFOXニュースはこれらの報道について誤りであったことを認めると共に7億8750万USドル（約1050億円）を支払うことでドミニオンと和解したと発表し、FOXニュース側が事実上敗訴した。公表されている中でのメディア企業の和解額としてはアメリカ史上最大となった。和解後の声明でFOXニュースはドミニオンに関する主張の一部が虚偽であったことを認めた。

## 主な番組
- Fox & Friends
- America's Newsroom
- Your World
- Glenn Beck
- Special Report
- Fox Report
- The O'Reilly Factor（ビル・オライリー）
- Hannity
- On the Record

## FOXグループ向け番組
地上波ネットワークのFOX加盟局は大都市を中心に朝やプライムタイムにローカルニュースを放送したり、3大ネットワークと違って全国ニュース番組は無い。FNCは日曜朝の討論番組「Fox News Sunday」を配給し、FNCでも放送している。他に大統領選挙や一般教書演説などの重要時に特別番組を配給し、シェパード・スミスらがアンカーを務める。
FNCでお昼に放送していた「DaySide」の出演者による朝のトーク番組「The Morning Show」を2007年1月から2年半放送した（シンジケイションでの放送）。他にシンジケイション向けにジェラルド・リベラが司会を務める情報番組を制作したが、週末のFNCにての放送に切り替えた。2007年にはマイネットワークTVに向けた情報番組の制作が計画されていた。

## 関連人物
- メーガン・ケリー
- ウィリアム・クリストル
- ビル・オライリー
- マイク・ハッカビー - 2008年アメリカ合衆国大統領選挙の共和党候補者。2008年10月より、トークショー『Huckabee』のホストとして出演。
- チャールズ・クラウトハマー - レギュラー出演者。『世界日報』の米コラムニスト
- オリバー・ノース
- ルパート・マードック
- ショーン・ハニティー